# Jason Moore (Rennfahrer)
Jason Moore (* 10. Oktober 1988 in Bedford, England) ist ein britischer Rennfahrer.

## Karriere
Moores Motorsportkarriere begann 2000 im Kartsport, in dem er bis 2006 aktiv war. 2007 wechselte er in den Formelsport und trat in der Formel Palmer Audi an. Mit fünf Podest-Platzierungen beendete er die Saison auf dem fünften Platz. In der anschließenden Herbstmeisterschaft der Formel Palmer Audi wurde er ebenfalls Fünfter. 2009 blieb Moore in der Formel Palmer Audi. Er gewann 6 von 20 Rennen und stand insgesamt 14 Mal auf dem Podium. Mit 360 zu 351 Punkten setzte er sich schließlich gegen Tom Bradshaw durch und gewann den Meistertitel.
2009 wechselte Moore in die neugegründete FIA-Formel-2-Meisterschaft, die wie die Formel Palmer Audi von Jonathan Palmer organisiert wurde. Moore gelang es nur bei zwei Rennen, Punkte zu erzielen, und er beendete die Saison auf dem 22. Gesamtrang. 2010 trat Moore in keiner Rennserie an.

## Sonstiges
2008 war Moore für den McLaren Autosport BRDC Award nominiert, unterlag aber Alexander Sims.

## Karrierestationen
- 2000–2006: Kartsport
- 2007: Formel Palmer Audi (Platz 5)
- 2007: Formel Palmer Audi, Herbstmeisterschaft (Platz 5)
- 2008: Formel Palmer Audi (Meister)
- 2009: Formel 2 (Platz 22)